# ワナワナ。
『ワナワナ。』は1998年の劇団売込隊ビームの舞台を、2006年に秀監督、松永裕子、桂亜沙美主演映画化したもの。青春・コメディー映画。

## ストーリー
高校の盗賊部のメンバーのもとに、美術品の盗みの依頼が入った。依頼を受け、美術館から銅像を取り出し運び出そうとしたときに、防犯センサーが作動し、部屋中に赤外線レーザーが張り巡らされ、身動きができなくなる。無事に脱出することができるのか。

## 出演
- 松永裕子（盗賊部 副部長）
- 桂亜沙美（爆破のスペシャリスト）
- 笹岡莉紗（ルーキー）
- 細田よしひこ（メカニック）
- 神農幸（ドライバー）
- 兼子舜（依頼人）
- 太田清伸（盗賊部 部長）
- 坂本真（アイデアマン）
- 桐谷健太（盗賊部 顧問）
- 野島直人
- 佐藤康恵
- 腹筋善之介
- 堀内正美（警部）
- 森本レオ（教師）

## スタッフ
- 監督：秀
- 脚本：小橋秀之、木村好克、横山拓也
- 原作：「ワナナワ」横山拓也（劇団売込隊ビーム）
- 主題歌：「アイリメ」FreeDomLife

## その他
- 第２回山形国際ムービーフェスティバル2006　スカラシップ作品
- タイトルの「ワナワナ」は罠（わな）と縄（なわ）をかけたもの。